# Kwesi Ahoomey-Zunu
Kwesi Ahoomey-Zunu (1º dicembre 1958) è un politico togolese.
Dal luglio 2012 al giugno 2015 è stato primo ministro del Togo.

## Biografia
Ahoomey-Zunu ha frequentato la Tokoin High School, un distretto di Lomé. Ha conseguito un Master in Relazioni internazionali (Diritto delle relazioni internazionali) e lauree in diritto pubblico e pianificazione. 
È membro della Pan-African Patriotic Convergence (CPP) fondata da Edem Kodjo. Dal 1988 al 1994 è stato segretario della Commissione nazionale per i diritti umani (CNDH). Dal 1994 al 1999, Ahoomey-Zunu è stato membro dell'Assemblea nazionale. Dal 1993 al 2005 è stato membro della Commissione elettorale nazionale indipendente, dal 2000 al 2002, di cui è stato presidente. Ahoomey-Zuno è stato Ministro dell'Amministrazione del Territorio dal settembre 2006 al dicembre 2007 nel gabinetto di Yawovi Agboyibo. Da marzo 2011 a luglio 2012, è stato Ministro del commercio e promozione del settore privato. Da gennaio 2008 a luglio 2012 è stato Segretario Generale del Presidente. 
L'11 luglio 2012, il primo ministro Gilbert Houngbo ha annunciato le sue dimissioni in seguito alle proteste contro la proposta di emendamento elettorale proposta dal suo governo. Ahoomey-Zunu era il presidente Faure Gnassingbé nominato nuovo primo ministro il 19 luglio e si è insediato il 23 luglio. Il 31 luglio ha presentato i suoi 31 membri del governo. 
Dopo la rielezione del presidente Faure Gnassingbé nell'aprile 2015, questo Komi Selom Klassou ha nominato il successore di Ahoomey-Zunu il 5 giugno 2015. Klassou è entrato in carica come Primo Ministro il 10 giugno 2015.
| Controllo di autorità | VIAF (EN) 72149659964206832540 · ISNI (EN) 0000 0004 9828 7037 · LCCN (EN) no2017071201 · GND (DE) 1154451798 |